# Emiliano Zapata, Montecristo de Guerrero
Emiliano Zapata är en ort i Mexiko.   Den ligger i kommunen Montecristo de Guerrero och delstaten Chiapas, i den sydöstra delen av landet, 800 km sydost om huvudstaden Mexico City. Emiliano Zapata ligger 1 239 meter över havet och antalet invånare är 316.
Terrängen runt Emiliano Zapata är kuperad norrut, men söderut är den bergig. Emiliano Zapata ligger nere i en dal. Runt Emiliano Zapata är det ganska glesbefolkat, med 27 invånare per kvadratkilometer. Närmaste större samhälle är Nueva Palestina, 17,7 km norr om Emiliano Zapata. I omgivningarna runt Emiliano Zapata växer i huvudsak städsegrön lövskog.